# Carbonato

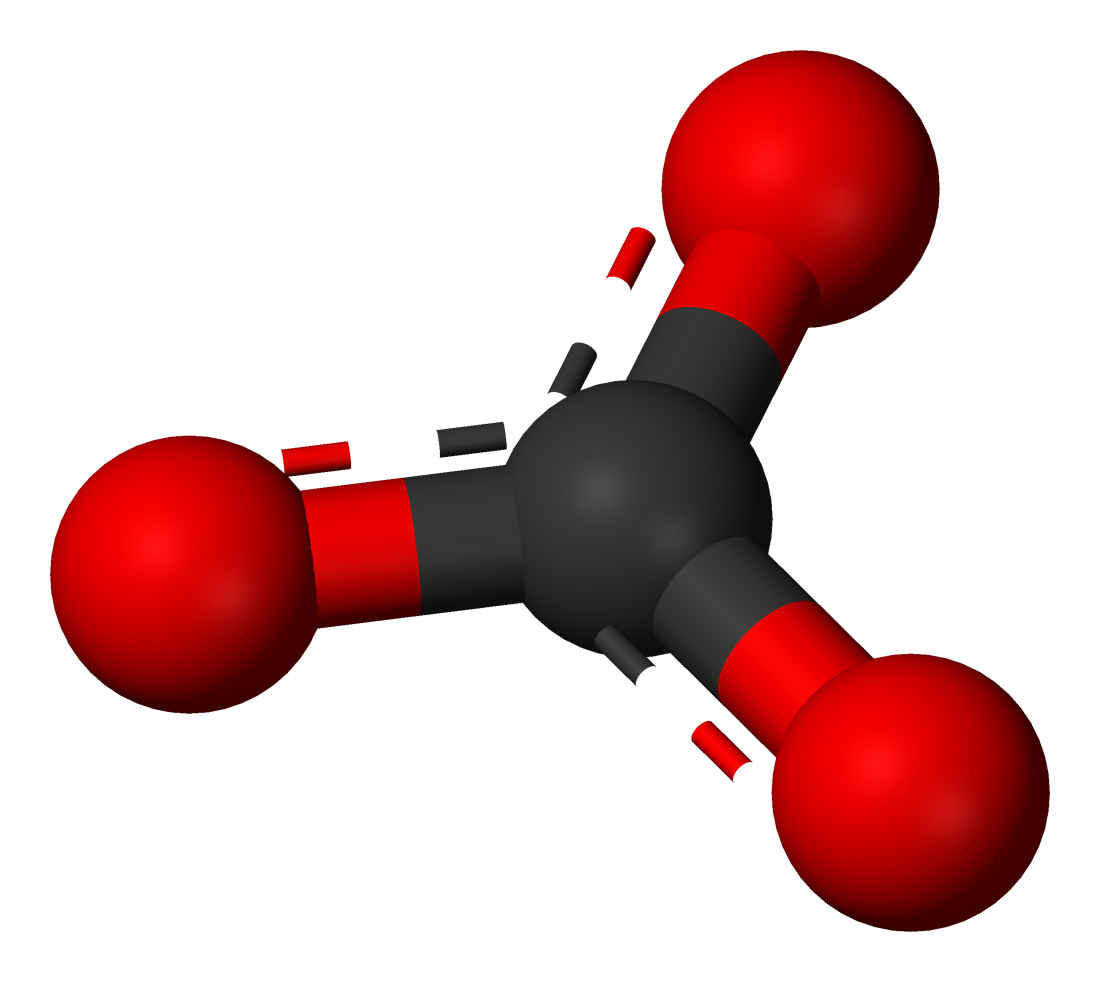
Modelo de ion de carbonato, CO_{3}^{2−}.

Los carbonatos son las sales del ácido carbónico o ésteres con el grupo R-O-C(=O)-O-R'. Las sales tienen en común el anión CO32- y se derivan del ácido carbónico H2CO3. Según el pH (la acidez de la disolución) están en equilibrio químico con el bicarbonato y el dióxido de carbono.
La mayoría de los carbonatos, aparte de los carbonatos de los metales alcalinos, son poco solubles en agua. Debido a esta característica son importantes en geoquímica y forman parte de muchos minerales y rocas.
El carbonato más abundante es el carbonato cálcico (CaCO3), que se halla en diferentes formas minerales (calcita, aragonito), formando rocas sedimentarias (calizas, margas) o metamórficas (mármol) y es a menudo el cemento natural de algunas areniscas.
Sustituyendo una parte del calcio por magnesio se obtiene la dolomita CaMg(CO3)2, que recibe su nombre por el geólogo francés Déodat Gratet de Dolomieu.
Muchos carbonatos son inestables a altas temperaturas y pierden dióxido de carbono mientras se transforman en óxidos.

## Descripción
Los carbonatos en la naturaleza son formados a partir del ácido carbónico en solución acuosa derivado de la disolución del dióxido de carbono en agua y en la que una pequeña fracción forma ácido carbónico según la reacción:
CO2 + H2O ↔ H2CO3
Esta reacción es muy lenta y por ello parte del CO2 disuelto en agua no está en forma de ácido carbónico.
El ácido carbónico se encuentra en equilibrio con el anión bicarbonato y el anión carbonato según las siguientes ecuaciones:
H2CO3 + H2O ↔ HCO3- + H3O+ (K1 = 2· 10−4)
y
HCO3- + H2O ↔ CO32- (K2 = 4,8· 10−11)
Durante muchos años se pensó que en el ion carbonato únicamente dos oxígenos llevaban la carga negativa. Los estudios cristalográficos de la calcita realizados por W.L. Bragg mediante rayos-X revelaron que los tres enlaces C-O eran idénticos. Esta observación requería una nueva estructura y no fue hasta el desarrollo de la teoría de resonancia que en 1931 se propuso una nueva estructura en la que cada oxígeno compartía 2/3 de la carga negativa y en la que los enlaces eran parciales, es decir a medio camino entre simples y dobles:
De esta manera el ion carbonato tiene geometría planar con una longitud de enlace C-O de 1,29 Å, comprendida entre el enlace sencillo (1,34 Å)y el doble (1,20 Å). Cada enlace C-O está formado por un enlace sencillo σ y una fracción de 2/3 de un enlace π. El ion carbonato es uno de los más sencillos de los iones oxocarbono.

## Aplicaciones
Los carbonatos se aplican en multitud de campos. Los minerales como la calcita y la dolomita son importantes en la fabricación de cemento y piedra de construcción. A menudo su utilización va ligada al compuesto concreto como la obtención de cal viva (CaO) del carbonato cálcico. Otros minerales carbonatos constituyen menas de metales: whiterita de bario; estroncianita de estroncio; siderita de hierro; rodocrosita de manganeso; smithsonita de zinc, y cerusita de plomo.
Uno de los carbonatos más importantes industrialmente es el carbonato sódico. En la naturaleza se encuentra en algunas lagunas salinas, por ejemplo, en Egipto, aunque la gran mayoría se obtiene a partir de la cal en el proceso Solvay. Es un intermedio en la obtención de productos tan dispares como el jabón, el percarbonato sódico utilizado como blanqueante, el vidrio, la sosa (NaOH) etc.
Las cenizas de madera también se componen en gran medida de carbonatos. Estos han dado incluso el nombre a un elemento, el potasio (K) del inglés "pot ash = ceniza debajo de la caldera" ya que se obtenía habitualmente de esta fuente.
Debido a su carácter como sales de un ácido débil los carbonatos se utilizan también como bases baratas. En esta aplicación se libera dióxido de carbono y en disolución se queda la sal formada por el metal que estaba unido al carbonato y el resto del ácido neutralizado:
MCO3 + 2HX → H2O + CO2 + MX2
Donde M es un metal, como el calcio o magnesio y X el anión de un ácido. De esta manera el carbonato cálcico en agua liberaría anhídrido carbónico e hidróxido cálcico dando lugar a soluciones básicas según los siguientes equilibrios químicos:
(1) CaCO3 + H2O → HCO3- + Ca(OH)+
(2) HCO3- + H2O+ Ca(OH)+ → H2CO3 + Ca(OH)2
y el ácido carbónico en agua se descompone liberando dióxido de carbono según:
(3) H2CO3 → H2O + CO2
Esta reacción es la empleada en la detección de carbonatos debido a su efervescencia característica en la que se libera agua y anhídrido carbónico. Existen diversos métodos de cuantificación de los carbonatos presentes en una muestra, mediante la cuantificación del CO2 desprendido. Algunos incluyen el paso del CO2 desprendido por una solución acuosa de hidróxido de bario, y la cuantificación del carbonato de bario precipitado, mientras que otros como la calcimetría "de Bernard" consisten en la detección volumétrica del dióxido de carbono.

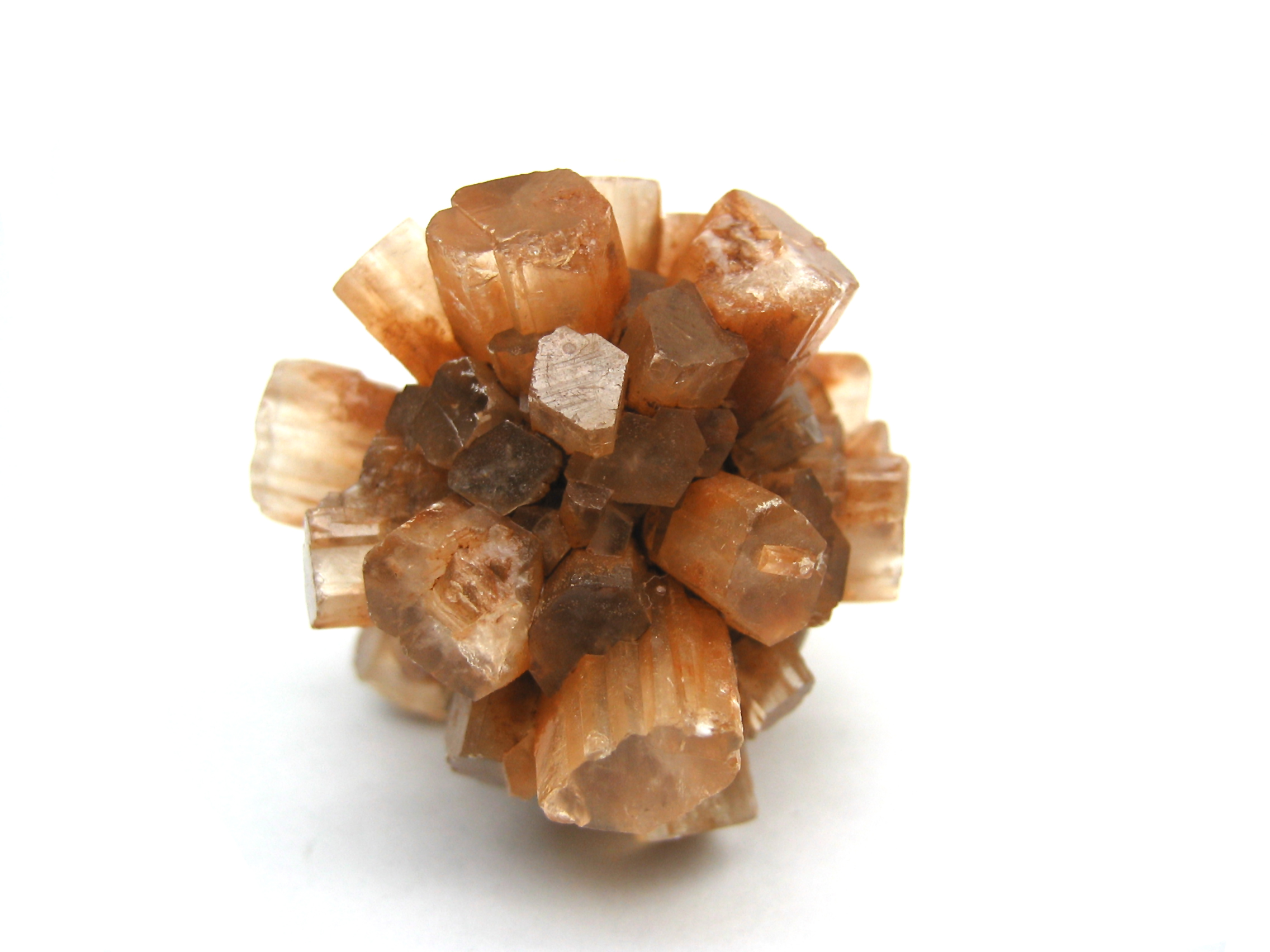
Agregado de maclas pseudohexagonales de aragonito de unos 4 cm. El aragonito es un mineral de carbonato cálcico con estructura cristalina ortorrómbica.

El carbonato cálcico forma parte de la formulación de las pastas dentales.

## Minerales
Existen unos 80 minerales carbonatos, la mayoría raros. Aun así, mientras los nitratos y los boratos son minerales escasos en la naturaleza los carbonatos más simples son bastante abundantes. Forman parte de la composición química de numerosas rocas siendo el componente esencial de calizas, dolomítas y mármoles cristalinos. Además son menas de numerosos metales. Los minerales más importantes del grupo de los carbonatos son la calcita, el aragonito (CaCO3), y la dolomita (MgCa(CO3)2). Otros importantes son la smithsonita (ZnCO3), la rodocrosita (MnCO3) y la magnesita (MgCO3). Estos se agrupan en subgrupos denominados grupo de la calcita (sistema trigonal), el grupo del aragonito (sistema ortorrómbico) y los grupos de la dolomita (trigonal) y de los carbonatos monoclínicos como la malaquita (Cu2CO3(OH)2) y la azurita (Cu3(CO3)2(OH)2), con presencia de iones hidróxido en su estructura.
Los carbonatos suelen presentarse en forma de minerales como la calcita en los que se el calcio puede estar sustituido por iones Mn2+, Fe2+ o Mg2+, en series isomorfas que se exienden desde la (I) siderita (FeCO3) hasta la magnesita (MgCO3) pasando por la ankerita (FeCa(CO3)2) y la dolomita (MgCa(CO3)2); (II) desde la magnesita y siderita hasta la rodocrosita (MnCO3) y (III) desde la dolomita y ankerita hasta la kutnahorita.,
Los carbonatos suelen tener una dureza media con valores de típicos de 3 - 5 en la escala de Mohs.

## Sales carbonatadas
En la siguiente tabla periódica se ordenan las sales carbonatadas según los elementos correspondientes, con indicación de su peso molecular (g/mol). Además de los carbonatos indicados en la tabla periódica siguiente también existen otros como el carbonato amónico (NH4)2CO3 y el bicarbonato de amonio (NH4)HCO3.
|               |              |    |    |    |    |              |              |              |              |               |              |                  |              |    |    |    |    |
| 63, 03 H2CO3  |              |    |    |    |    |              |              |              |              |               |              |                  |              |    |    |    | He |
| 73,89 Li2CO3  | 69,02 BeCO3  |    |    |    |    |              |              |              |              |               |              | B                | C            | N  | O  | F  | Ne |
| 105,99 Na2CO3 | 84,31 MgCO3  |    |    |    |    |              |              |              |              |               |              | 233,99 Al2(CO3)3 | Si           | P  | S  | Cl | Ar |
| 138,20 K2CO3  | 100,87 CaCO3 | Sc | Ti | V  | Cr | 114,95 MnCO3 | 115,84 FeCO3 | 118,94 CoCO3 | 118,70 NiCO3 | 123,55 CuCO3  | 125,38 ZnCO3 | Ga               | Ge           | As | Se | Br | Kr |
| 230,94 Rb2CO3 | 147,63 SrCO3 | Y  | Zr | Nb | Mo | Tc           | Ru           | Rh           | Pd           | 275,74 Ag2CO3 | 176,41 CdCO3 | In               | Sn           | Sb | Te | I  | Xe |
| 325,82 Cs2CO3 | 197,34 BaCO3 | ✶  | Hf | Ta | W  | Re           | Os           | Ir           | Pt           | Au            | Hg           | 468,77 Tl2CO3    | 267,21 PbCO3 | Bi | Po | At | Rn |
| Fr            | Ra           | ◘  | Rf | Db | Sg | Bh           | Hs           | Mt           | Ds           | Rg            | Cn           | Nh               | Fl           | Mc | Lv | Ts | Og |

| ✶ | Lantánidos | 457,84 La2(CO3)3 | Ce    | Pr    | Nd   | Pm    | Sm    | Eu    | Gd    | Tb    | Dy    | Ho    | Er     | Tm     | Yb     | Lu     |  |
| ◘ | Actínidos  | 89 Ac            | 90 Th | 91 Pa | 92 U | 93 Np | 94 Pu | 95 Am | 96 Cm | 97 Bk | 98 Cf | 99 Es | 100 Fm | 101 Md | 102 No | 103 Lr |  |

| Alcalinos            | Alcalinotérreos | Lantánidos | Actínidos | Metales de transición         |
| Metales del bloque p | Metaloides      | No metales | Halógenos | Gases nobles y Transactínidos |

## Química

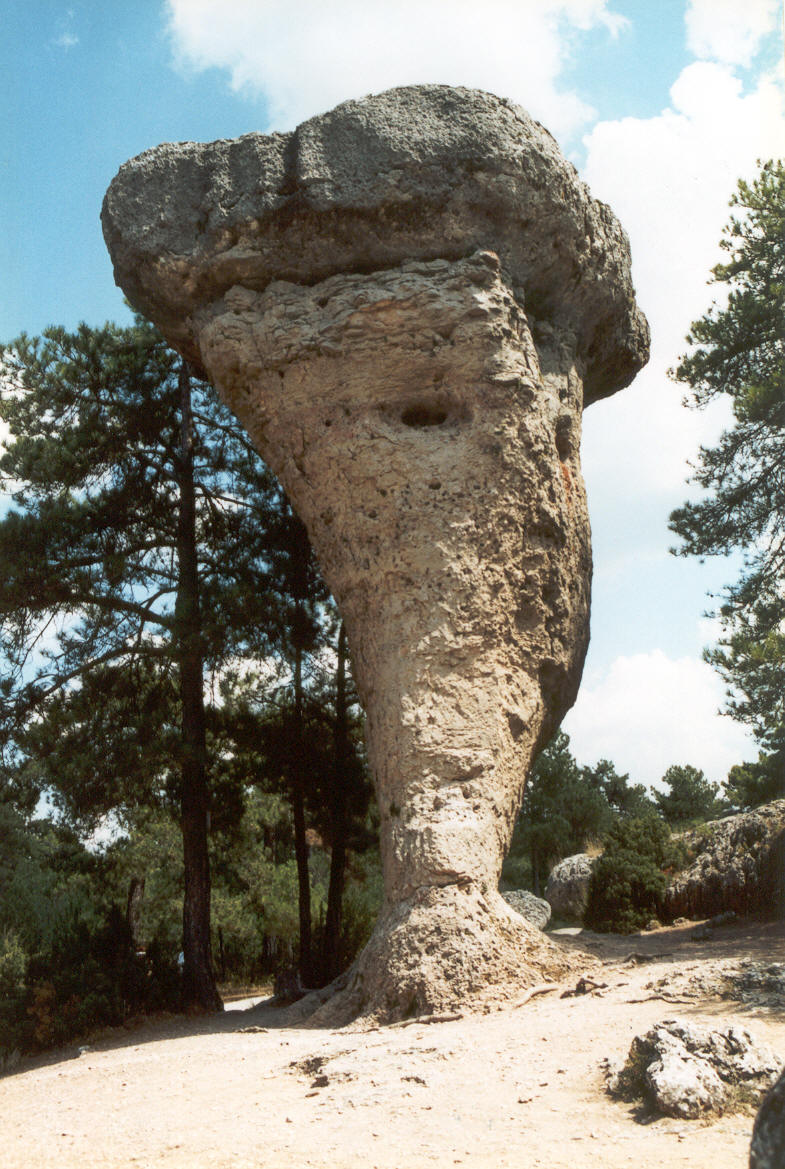
La química del carbonato y los equilibrios químicos de sus iones derivados juegan un papel fundamental en la formación de los paisajes calcáreos o karsts como el de la Ciudad Encantada de Cuenca, España

Como se ha comentado más arriba, los carbonatos reaccionan con los ácidos liberando agua y dióxido de carbono. Para el caso del carbonato cálcico:
CaCO3 + 2HCl → CaCl2 + H2O + CO2
Las sales carbónicas se forman en medios acuosos en los que existen cationes metálicos disueltos y en los que se infunde una corriente de dióxido de carbono. Este proceso se esquematiza mediante las siguientes reacciones:
1) CO2 (g) + H2O → H2CO3 (acu.)
2) H2CO3↔ H+ + HCO3-
3) HCO3- ↔ H+ + CO32-
A su vez cationes metálicos con cargas positivas, M+, M2+ o M3+ reaccionaran con el anión carbonato para dar las siguientes sales:
4) 2M+ + CO32- → M2CO3
5) M2+ + CO32- → MCO3
6) 2M3+ + 3CO32- → M2(CO3)3
La reacción (5) es el caso de la formación de depósitos calcáreos o karst en formas de estalactitas, estalagmitas o incrustaciones en zonas ricas en calizas y rocas carbonatadas:
Ca2+(acu.) + CO32- → CaCO3 (s)

## Estabilidad térmica
Los carbonatos se descomponen térmicamente desprendiendo dióxido de carbono y dando lugar al óxido metálico correspondiente según la siguiente reacción:
M2CO3 → M2O + CO2 (cationes alcalinos: Li+, Na+, K+, Rb+, Cs+)
MCO3 → MO + CO2 (cationes alcalinotérreos: Be2+, Mg2+, Ca2+, Sr2+, Ba2+, Ra2+)
La estabilidad térmica de los carbonatos crece con el tamaño de los cationes que los componen. De esta manera para un periodo dado la estabilidad crece con el grupo (alcalinotérreos> alcalinos) y para un grupo dado aumenta según descendemos: MgCO3 (400 °C), CaCO3 (900 °C), SrCO3 (1290 °C), BaCO3 (1360 °C).
Al proceso de descomposición de la calcita se le denomina calcinación, derivado del proceso de obtención de cal viva a partir del carbonato cálcico:
CaCO3 → CaO + CO2 (g)

## Carbonatos orgánicos
Los carbonatos orgánicos son ésteres del ácido carbónico. Se pueden formar a partir de fosgeno (Cl2C=O) y el alcohol correspondiente.
Especialmente los policarbonatos basados en dialcoholes como el 2,2-bis(4-hidroxifenil)-propano (HOC6H4-C(CH3)2-C6H4OH) han adquirido importancia como materiales altamente transparentes en la fabricación de los CD o como sustituto del vidrio.